# Adrian Bodmer
Adrian Bodmer, né le 6 mars 1995 à Wil, est un joueur de tennis suisse, professionnel depuis 2013.

## Carrière
Adrian Bodmer fait ses débuts dans l'équipe de Suisse de Coupe Davis en 2017 contre la Biélorussie où il perd le match de double. L'équipe remporte néanmoins la rencontre et se maintient dans le groupe mondial. Avec le départ à la retraite de Marco Chiudinelli, il est désigné deuxième joueur en simple pour le premier tour de l'édition 2018 contre le Kazakhstan. Il perd ses deux matchs de simple, provoquant la défaite de son équipe.
Principalement actif sur le circuit Future, il y remporte ses deux premiers titres en simple en 2017 en Italie et en Allemagne.

## Parcours enCoupe Davis
| #                                                           | Date          | Lieu   | Surface    | Gagnant(s)                   | Perdant(s)                   | Score              |          |
|                                                             |               |        |            |                              |                              |                    |          |
| 2017 - play-off (groupe mondial) - Suisse - Biélorussie 3:2 |               |        |            |                              |                              |                    |          |
| 1                                                           | 15-17/09/2017 | Bienne | Dur (int.) | Max Mirnyi Andrei Vasilevski | Adrian Bodmer Luca Margaroli | 7-66, 7-64, 7-63   | Parcours |
|                                                             |               |        |            |                              |                              |                    |          |
| 2018 - 1er tour (groupe mondial) - Kazakhstan - Suisse 4:1  |               |        |            |                              |                              |                    |          |
| 2                                                           | 02-04/02/2018 | Astana | Dur (int.) | Mikhail Kukushkin            | Adrian Bodmer                | 3-6, 6-3, 6-2, 6-3 | Parcours |
| 2                                                           | 02-04/02/2018 | Astana | Dur (int.) | Dmitry Popko                 | Adrian Bodmer                | 7-65, 1-6, [10-6]  | Parcours |

## Classements ATP en fin de saison
| Année          | 2012 | 2013 | 2014 | 2015 | 2016 | 2017 |
| Rang en simple | 1655 | -    | 902  | 1716 | 1256 | 500  |
| Rang en double | 1298 | -    | -    | 1139 | 1166 | 360  |

Source : (en) Classements de Adrian Bodmer sur le site officiel de la Fédération internationale de tennis